# Arthur Friedheim

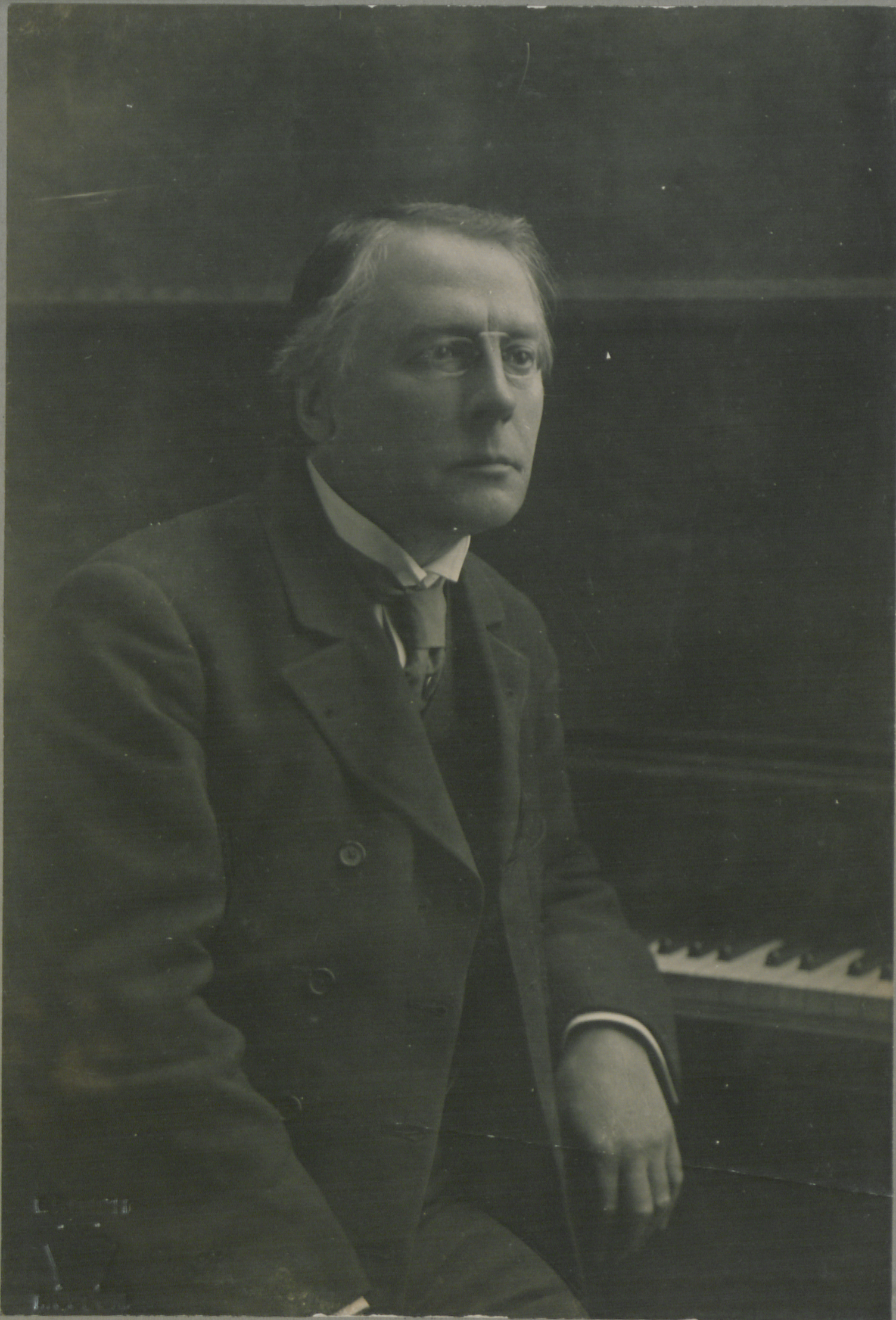
Arthur Friedheim (1912)

Arthur Friedheim (russisch Артур Фридхайм; * 14. Oktoberjul. / 26. Oktober 1859greg. in Sankt Petersburg; † 19. Oktober 1932) war ein russisch-deutscher Pianist und Komponist.
Friedheim begann seine musikalische Ausbildung im Alter von acht Jahren und trat bereits in den Folgejahren u. a. mit John Fields Klavierkonzert As-Dur und Carl Maria von Webers Konzertstück öffentlich auf. Er studierte dann bei Anton Rubinstein, bevor er Schüler von Franz Liszt wurde.
Er arbeitete in Paris, London, München, Wien, Berlin und Leipzig und übersiedelte 1915 in die USA. Hier wurde ihm zweimal die Leitung des New York Philharmonic Orchestra angeboten, die er beide Male zu Gunsten seiner pianistischen Laufbahn ablehnte. Ab 1921 unterrichtete er in Toronto. Zu seinen Schülern zählten Colin McPhee und Rildia Bee Cliburn, die Mutter des Pianisten Van Cliburn.
Neben seiner pianistischen Laufbahn betätigte sich Friedheim lebenslang als Komponist. Er komponierte mehrere Opern, darunter The Last Days of Pompeii, Alexander and Thais und Die Tänzerin, zwei Klavierkonzerte, die Orchesterouvertüre A Hero of our Times und den Marsch E pluribus unum. Viele seiner Werke sind in den Wirren des Zweiten Weltkrieges verloren gegangen.